# Acaulospora elegans
Acaulospora elegans är en svampart som beskrevs av Trappe & Gerd. 1974. Acaulospora elegans ingår i släktet Acaulospora och familjen Acaulosporaceae.   Inga underarter finns listade i Catalogue of Life.